# Volvo 440/460
Volvo 440/460 — легковий передньопривідний автомобіль виробництва компанії Volvo Cars. Випускався з 1988 по 1996 роки на заводі DAF в Нідерландах. Відноситься до європейського сегменту C. Випускався в кузовах хетчбек і седан. Дизайн був розроблений Яном Вільсгардом і є останньою моделлю, створеною ним на посту головного дизайнера Volvo.

## Volvo 440

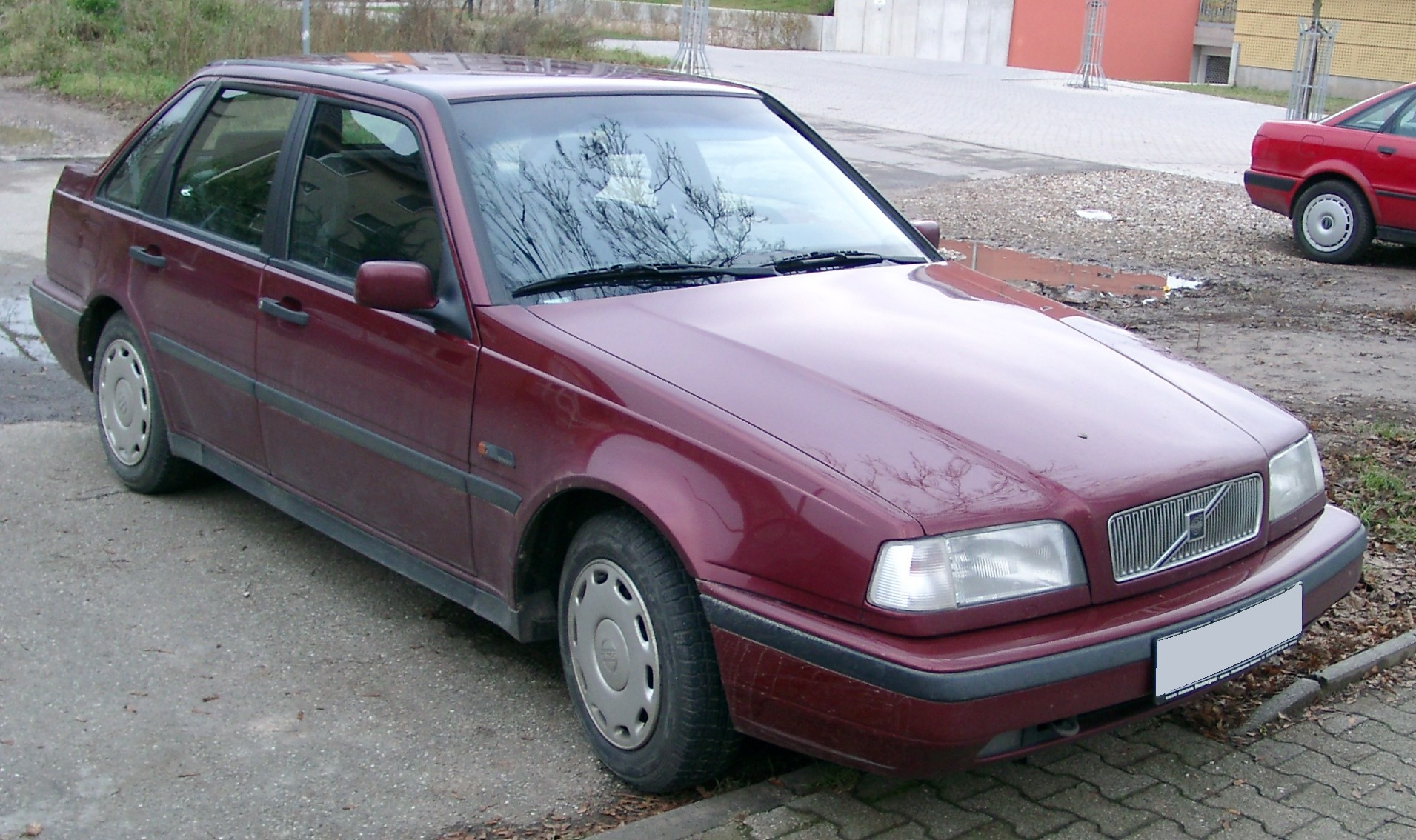
Volvo 440 (1988-1994)

Volvo 440 був запущений у виробництво в 1988 році як заміна застарілої моделі Volvo 340, що випускалася довгий час. Після зняття з виробництва 300-ї серії, 440 зайняла початкову позицію в лінійці моделей Volvo. Це був п'ятидверний хетчбек зі спортивним дизайном і спойлером.
Volvo 440 була розроблена на базі спортивного купе Volvo 480. У обох моделей були ідентичні двигуни і передній привід. Від спортивної попередниці нова модель також успадкувала відмінну керованість і стійкість на дорозі.
У період свого виробництва 440-а комплектувалася лінійкою 4-хціліндрових двигунів з робочим об'ємом від 1,6 до 2,0 літрів.
У 1994 році автомобіль переніс невеликий косметичний рестайлинг, що наблизив його по зовнішньому вигляду до старшої моделі Volvo 850.
Всього було випущено 359,382 автомобілів.

## Volvo 460

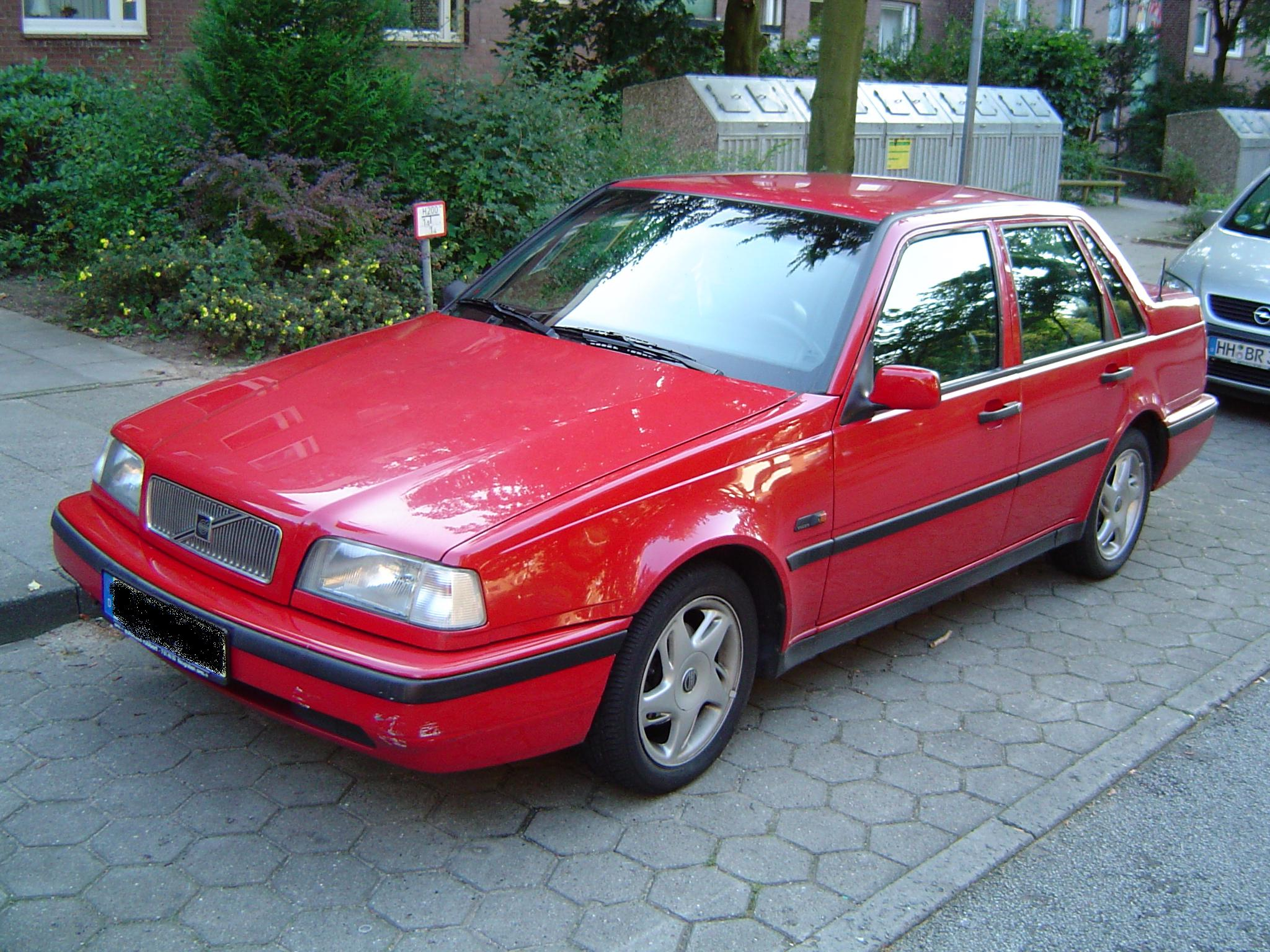
Volvo 460

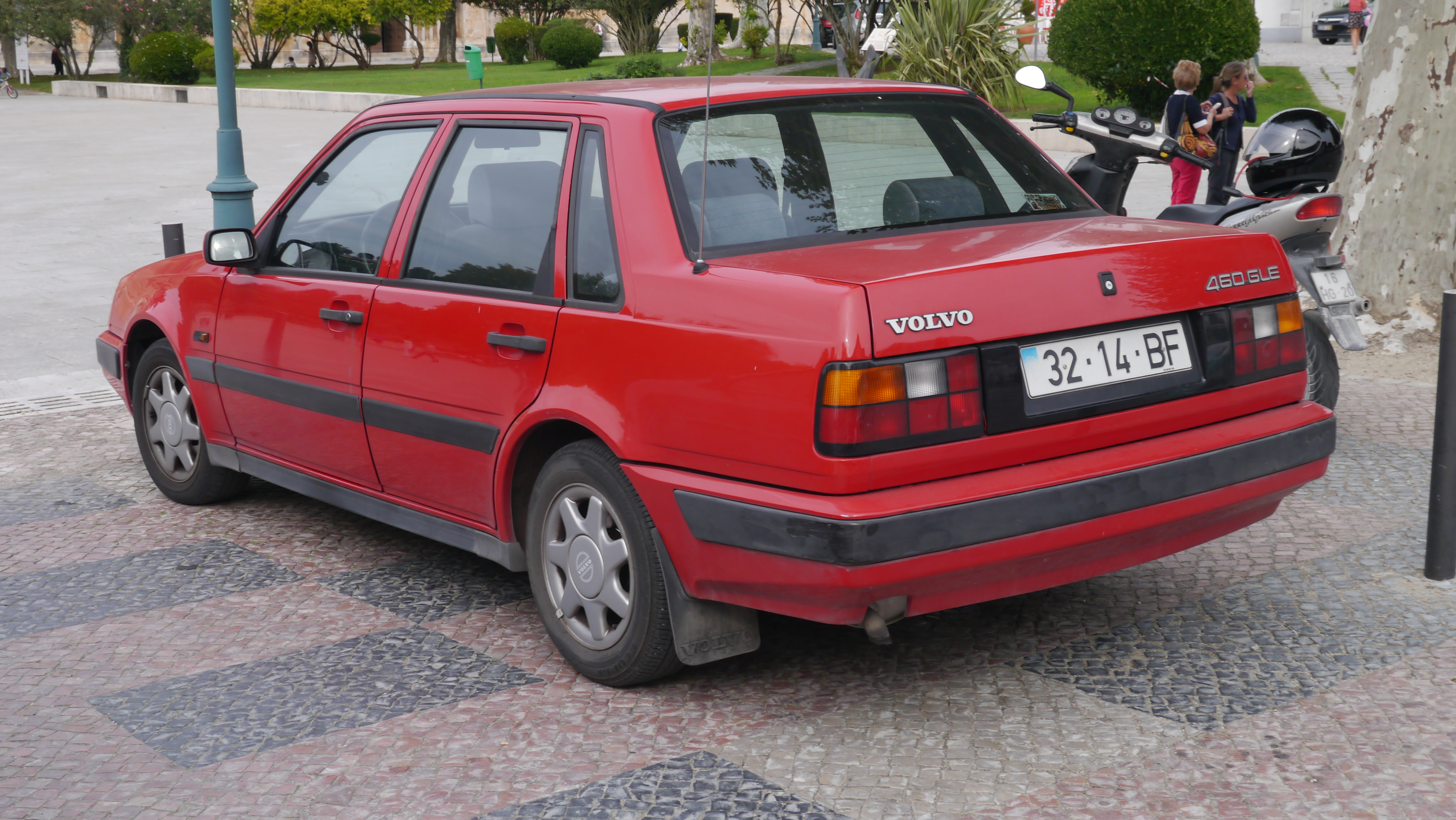
Volvo 460

Через рік після запуску у виробництво моделі Volvo 440, 400-те сімейство поповнилося модифікацією з кузовом седан, відомої як модель 460. 460-ва модель повністю повторювала 440 і основна відмінність полягала в кузові. 
У 1994 році 460, також як і 440, перенесла рестайлінг. 
У 1996 році модель була замінена на абсолютно нову Volvo S40.
Всього було випущено 220,415 автомобілів.

## Двигуни
- 1.6 L B16F I4
- 1.7 L B18F I4
- 1.7 L B18FT I4 turbo I4
- 1.8 L F3P I4
- 2.0 L F3R I4
- 1.9 L F8Q I4 (diesel)